# Vòng loại Giải vô địch bóng đá U-16 châu Á 2016
The 2016 AFC U-16 Championship qualification decided the participating teams of the 2016 AFC U-16 Championship. The tournament is the 17th edition of the AFC U-16 Championship, the biennial international youth football championship organised by the Asian Football Confederation (AFC) for the men's under-16 national teams of Asia.
A total of 16 teams qualified to play in the final tournament, including India who qualified automatically as hosts but also competed in the qualifying stage.
Same as previous editions, the tournament acts as the AFC qualifiers for the FIFA U-17 World Cup. The top four teams of the final tournament will qualify for the 2017 FIFA U-17 World Cup in India as the AFC representatives, besides India who qualified automatically as hosts. If India are among the top four teams, the fifth-placed team (i.e., the losing quarter-finalist with the best record in the tournament) will also qualify for the 2017 FIFA U-17 World Cup.

## Draw
The draw for the qualifiers was held on ngày 5 tháng 6 năm 2015 at the AFC House in Kuala Lumpur. A total of 45 teams entered the qualifying stage and were drawn into eleven groups.
- West Zone, with 24 entrants from Central Asia, South Asia và West Asia, had six groups of four teams.
- East Zone, with 21 entrants from ASEAN và East Asia, had one group of five teams and four groups of four teams.

The teams were seeded according to their performance in the previous season in 2014.
|                        | Pot 1                                                   | Pot 2                                              | Pot 3                                                          | Pot 4                                                             | Pot 5      |
| ---------------------- | ------------------------------------------------------- | -------------------------------------------------- | -------------------------------------------------------------- | ----------------------------------------------------------------- | ---------- |
| West Zone (Groups A–F) | Iran · Nepal · Qatar · Uzbekistan · Ả Rập Xê Út · Syria | Bahrain · Kuwait · Oman · Tajikistan · UAE · Yemen | Afghanistan · Ấn Độ · Iraq · Kyrgyzstan · Pakistan · Palestine | Bangladesh · Jordan · Liban · Maldives · Sri Lanka · Turkmenistan |            |
| East Zone (Groups G–K) | Úc · Nhật Bản · Malaysia · CHDCND Triều Tiên · Hàn Quốc | Trung Quốc · Hồng Kông · Lào · Thái Lan · Việt Nam | Brunei · Đài Bắc Trung Hoa · Myanmar · Philippines · Singapore | Campuchia · Guam · Ma Cao · Mông Cổ · Northern Mariana1           | Đông Timor |

| Did not enter | Did not enter                 |
| ------------- | ----------------------------- |
| West Zone     | Bhutan                        |
| East Zone     | Indonesia (suspended by FIFA) |

Note:
1 Non-FIFA member, ineligible for U-17 World Cup.

## Player eligibility
Players born on or after ngày 1 tháng 1 năm 2000 were eligible to compete in the 2016 AFC U-16 Championship.

## Format
In each group, teams played each other once at a centralised venue. The eleven group winners and the four best runners-up from all groups qualified for the final tournament. If India were one of the group winners or best runners-up, the fifth-best runner-up also qualified for the final tournament.

### Tiebreakers
The teams were ranked according to points (3 points for a win, 1 point for a draw, 0 points for a loss). If tied on points, tiebreakers would be applied in the following order:
1. Greater number of points obtained in the group matches between the teams concerned;
2. Goal difference resulting from the group matches between the teams concerned;
3. Greater number of goals scored in the group matches between the teams concerned;
4. If, after applying criteria 1 to 3, teams still have an equal ranking, criteria 1 to 3 are reapplied exclusively to the matches between the teams in question to determine their final rankings. If this procedure does not lead to a decision, criteria 5 to 9 apply;
5. Goal difference in all the group matches;
6. Greater number of goals scored in all the group matches;
7. Penalty shoot-out if only two teams are involved and they are both on the field of play;
8. Fewer score calculated according to the number of yellow and red cards received in the group matches (1 point for a single yellow card, 3 points for a red card as a consequence of two yellow cards, 3 points for a direct red card, 4 points for a yellow card followed by a direct red card);
9. Drawing of lots.

## Groups
The matches were played between 2–ngày 6 tháng 9 năm 2015 for Group H; 12–ngày 20 tháng 9 năm 2015 for Group G (five-team group); 16–ngày 20 tháng 9 năm 2015 for all other groups.
| Key to colours in group tables                                                      |
| ----------------------------------------------------------------------------------- |
| Group winners and best four runners-up, and India as hosts, qualify for the finals. |
| Withdrawn                                                                           |

### Group A
- All matches were held in Palestine.
- Times listed were UTC+3.

| VT | Đội           | ST | T | H | B | BT | BB | HS  | Đ | Giành quyền tham dự |
| -- | ------------- | -- | - | - | - | -- | -- | --- | - | ------------------- |
| 1  | Uzbekistan    | 3  | 3 | 0 | 0 | 19 | 2  | +17 | 9 | Final tournament    |
| 2  | Yemen         | 3  | 2 | 0 | 1 | 10 | 5  | +5  | 6 |                     |
| 3  | Palestine (H) | 3  | 1 | 0 | 2 | 3  | 8  | −5  | 3 |                     |
| 4  | Maldives      | 3  | 0 | 0 | 3 | 0  | 17 | −17 | 0 |                     |

| Uzbekistan                                                                         | 8–0    | Maldives |
| ---------------------------------------------------------------------------------- | ------ | -------- |
| Yuldoshov 12', 50', 71' · Abdurakhmonov 60', 74', 86' · Karimov 62' · Muydinov 83' | Report |          |

| Yemen              | 2–0    | Palestine |
| ------------------ | ------ | --------- |
| Sabarah 86', 90+3' | Report |           |

| Maldives | 0–6    | Yemen                                                                       |
| -------- | ------ | --------------------------------------------------------------------------- |
|          | Report | Aswad 23', 34' · Murshed 29' · Hamid 32' (l.n.) · Al-Khalil 43' · Saeed 75' |

| Palestine | 0–6    | Uzbekistan                                                                         |
| --------- | ------ | ---------------------------------------------------------------------------------- |
|           | Report | Kholdorov 13' · Ismoilov 20' · Muydinov 29' (ph.đ.), 33' · Soatov 83' · Urunov 89' |

| Uzbekistan                                           | 5–2    | Yemen                          |
| ---------------------------------------------------- | ------ | ------------------------------ |
| Yuldoshov 23', 67', 69' · Muydinov 37' · Nematov 41' | Report | Al-Hamdani 35' · Murshed 90+1' |

| Palestine                      | 3–0    | Maldives |
| ------------------------------ | ------ | -------- |
| Eleyan 11', 18' · Aburdaha 17' | Report |          |

### Group B
- All matches were held in Kyrgyzstan.
- Times listed were UTC+6.

| VT | Đội            | ST | T | H | B | BT | BB | HS | Đ | Giành quyền tham dự |
| -- | -------------- | -- | - | - | - | -- | -- | -- | - | ------------------- |
| 1  | Kyrgyzstan (H) | 3  | 2 | 0 | 1 | 7  | 3  | +4 | 6 | Final tournament    |
| 2  | Oman           | 3  | 2 | 0 | 1 | 5  | 2  | +3 | 6 | Final tournament    |
| 3  | Jordan         | 3  | 2 | 0 | 1 | 6  | 4  | +2 | 6 |                     |
| 4  | Nepal          | 3  | 0 | 0 | 3 | 0  | 9  | −9 | 0 |                     |

1. ↑  Vào ngày 27 tháng 10 năm 2015, AFC thông báo rằng Nepal đã bị phạt do cầu thủ Manish Karki không kiểm tra MRI xương.[6] Nepal được cho là đã thua cả ba trận đấu mà cầu thủ không đủ điều kiện được tung vào sân với tỷ số 3–0.[7]

| Nepal          | 0–3 Awarded | Jordan         |
| -------------- | ----------- | -------------- |
| Subba 27', 69' | Report      | Abu Awad 90+2' |

| Oman                          | 2–0    | Kyrgyzstan |
| ----------------------------- | ------ | ---------- |
| Al-Bakri 10' · Al-Khamisi 27' | Report |            |

| Jordan                    | 2–0    | Oman |
| ------------------------- | ------ | ---- |
| Kourdi 82' · Abu Awad 83' | Report |      |

| Kyrgyzstan                           | 3–0 Awarded | Nepal                                     |
| ------------------------------------ | ----------- | ----------------------------------------- |
| Boubaev 29' · Shigaibaev 31' (ph.đ.) | Report      | Karki 55' · Subba 67' · Hemjan 73', 90+2' |

| Nepal              | 0–3 Awarded | Oman                                                   |
| ------------------ | ----------- | ------------------------------------------------------ |
| Tamang 88' (ph.đ.) | Report      | Al-Zaabi 11' · Al-Khamisi 44' (ph.đ.) · Al-Qaidi 90+2' |

| Kyrgyzstan                                                       | 4–1    | Jordan             |
| ---------------------------------------------------------------- | ------ | ------------------ |
| Alykulov 11' · Shigaibaev 33' · Dzhakybaliev 72' · Orzobek 90+4' | Report | Hbowal 48' (ph.đ.) |

### Group C
- All matches were held in Qatar.
- Times listed were UTC+3.

| VT | Đội          | ST | T | H | B | BT | BB | HS  | Đ | Giành quyền tham dự |
| -- | ------------ | -- | - | - | - | -- | -- | --- | - | ------------------- |
| 1  | Iraq         | 3  | 3 | 0 | 0 | 9  | 1  | +8  | 9 | Final tournament    |
| 2  | Tajikistan   | 3  | 2 | 0 | 1 | 7  | 4  | +3  | 6 |                     |
| 3  | Qatar (H)    | 3  | 1 | 0 | 2 | 5  | 2  | +3  | 3 |                     |
| 4  | Turkmenistan | 3  | 0 | 0 | 3 | 1  | 15 | −14 | 0 |                     |

| Qatar                                                     | 5–0    | Turkmenistan |
| --------------------------------------------------------- | ------ | ------------ |
| Al-Ganehi 10' · Bahramen 40' · Ali 60', 90+4' · Saeed 83' | Report |              |

| Tajikistan  | 1–3    | Iraq                                     |
| ----------- | ------ | ---------------------------------------- |
| Nematov 39' | Report | Jalil 45' · Abdulsada 45+2' · Jabbar 68' |

| Turkmenistan  | 1–5    | Tajikistan                                                                     |
| ------------- | ------ | ------------------------------------------------------------------------------ |
| Karabekov 85' | Report | Fuzaylov 3' · Hanonov 45+3' · Jumayev 50' (l.n.) · Muminov 67' · Qamchinov 82' |

| Iraq       | 1–0    | Qatar |
| ---------- | ------ | ----- |
| Jabbar 22' | Report |       |

| Qatar | 0–1    | Tajikistan   |
| ----- | ------ | ------------ |
|       | Report | Fuzaylov 82' |

| Iraq                                                | 5–0    | Turkmenistan |
| --------------------------------------------------- | ------ | ------------ |
| Jabbar 19', 51' (ph.đ.), 54' · Omar 32' · Saleh 53' | Report |              |

### Group D
- All matches were held in Bangladesh.
- Times listed were UTC+6.

| VT | Đội            | ST | T | H | B | BT | BB | HS | Đ | Giành quyền tham dự |
| -- | -------------- | -- | - | - | - | -- | -- | -- | - | ------------------- |
| 1  | Ả Rập Xê Út    | 2  | 2 | 0 | 0 | 11 | 3  | +8 | 6 | Final tournament    |
| 2  | UAE            | 2  | 1 | 0 | 1 | 8  | 7  | +1 | 3 | Final tournament    |
| 3  | Bangladesh (H) | 2  | 0 | 0 | 2 | 2  | 11 | −9 | 0 |                     |
| 4  | Pakistan       | 0  | 0 | 0 | 0 | 0  | 0  | 0  | 0 | Withdrew            |

| Ả Rập Xê Út                                                                       | 5–1    | Bangladesh |
| --------------------------------------------------------------------------------- | ------ | ---------- |
| - Almas 40' - Al-Buraikan 56' - Mali 82' (ph.đ.) - Al-Dhuwayhi 84' - Al-Abdan 90' | Report | Nipu 29'   |

| Bangladesh   | 1–6    | UAE                                                                  |
| ------------ | ------ | -------------------------------------------------------------------- |
| - Shawon 52' | Report | - Al-Naqbi 12' - Rashed 18', 62' (ph.đ.), 68' - Saeed 22' - Amro 38' |

| Ả Rập Xê Út                                                         | 6–2    | UAE                                       |
| ------------------------------------------------------------------- | ------ | ----------------------------------------- |
| - Al-Shaikhi 8' - Al-Abdan 16', 57', 70' - Al-Anazi 27' - Almas 61' | Report | - Al-Malki 5' (l.n.) - Rashed 48' (ph.đ.) |

### Group E
- All matches were held in Iran.
- Times listed were UTC+4:30.

| VT | Đội      | ST | T | H | B | BT | BB | HS  | Đ | Giành quyền tham dự       |
| -- | -------- | -- | - | - | - | -- | -- | --- | - | ------------------------- |
| 1  | Iran (H) | 3  | 3 | 0 | 0 | 12 | 1  | +11 | 9 | Final tournament          |
| 2  | Ấn Độ    | 3  | 2 | 0 | 1 | 11 | 3  | +8  | 6 | Final tournament as hosts |
| 3  | Bahrain  | 3  | 1 | 0 | 2 | 2  | 12 | −10 | 3 |                           |
| 4  | Liban    | 3  | 0 | 0 | 3 | 2  | 11 | −9  | 0 |                           |

| Bahrain | 0–5    | Ấn Độ                                                     |
| ------- | ------ | --------------------------------------------------------- |
|         | Report | Gaston 16' · Chetri 20', 48' · Thangjam 29' · Wangjam 77' |

| Iran                                               | 3–1    | Liban      |
| -------------------------------------------------- | ------ | ---------- |
| Namdari 9' (ph.đ.) · Ghobeishavi 12' · Sardari 47' | Report | Kaawar 87' |

| Liban        | 1–2    | Bahrain                     |
| ------------ | ------ | --------------------------- |
| Abdullah 17' | Report | Abdulrahim 38' (ph.đ.), 51' |

| Ấn Độ | 0–3    | Iran                                        |
| ----- | ------ | ------------------------------------------- |
|       | Report | Sharifi 17' · Khodamoradi 43' · Ghaderi 65' |

| Ấn Độ                                                                | 6–0    | Liban |
| -------------------------------------------------------------------- | ------ | ----- |
| - Wangjam 29', 71', 89' - Baladi 75' (l.n.) - Thatal 77' - Kiyam 80' | Report |       |

| Iran                                                                       | 6–0    | Bahrain |
| -------------------------------------------------------------------------- | ------ | ------- |
| Ghobeishavi 1' · Sharifi 18', 51' · Godarzi 45' · Sadeghi 65' · Davari 89' | Report |         |

### Group F
- All matches were held in Kuwait.
- Times listed were UTC+3.

| VT | Đội         | ST | T | H | B | BT | BB | HS | Đ | Giành quyền tham dự                           |
| -- | ----------- | -- | - | - | - | -- | -- | -- | - | --------------------------------------------- |
| 1  | Kuwait (H)  | 2  | 1 | 1 | 0 | 1  | 0  | +1 | 4 | Qualified for final tournament, but suspended |
| 2  | Syria       | 2  | 0 | 2 | 0 | 2  | 2  | 0  | 2 |                                               |
| 3  | Afghanistan | 2  | 0 | 1 | 1 | 2  | 3  | −1 | 1 |                                               |
| 4  | Sri Lanka   | 0  | 0 | 0 | 0 | 0  | 0  | 0  | 0 | Withdrew                                      |

| Afghanistan         | 2–2    | Syria                    |
| ------------------- | ------ | ------------------------ |
| Ali 29' · Saneh 56' | Report | Malta 45+2' · Kanaan 70' |

| Kuwait     | 1–0    | Afghanistan |
| ---------- | ------ | ----------- |
| Rashed 52' | Report |             |

| Syria | 0–0    | Kuwait |
| ----- | ------ | ------ |
|       | Report |        |

### Group G
- All matches were held in Lào.
- Times listed were UTC+7.

| VT | Đội              | ST | T | H | B | BT | BB | HS  | Đ  | Giành quyền tham dự |
| -- | ---------------- | -- | - | - | - | -- | -- | --- | -- | ------------------- |
| 1  | Malaysia         | 4  | 3 | 1 | 0 | 22 | 1  | +21 | 10 | Final tournament    |
| 2  | Lào (H)          | 4  | 2 | 2 | 0 | 13 | 3  | +10 | 8  |                     |
| 3  | Đông Timor       | 4  | 2 | 1 | 1 | 18 | 2  | +16 | 7  |                     |
| 4  | Philippines      | 4  | 1 | 0 | 3 | 10 | 24 | −14 | 3  |                     |
| 5  | Northern Mariana | 4  | 0 | 0 | 4 | 2  | 35 | −33 | 0  |                     |

| Đông Timor | 8–0    | Northern Mariana |
| --- | ------ | ---------------- |
| - Jelito 45' - Danilson 49' - Armindo Vieira 51' - João Pedro 66', 88' - Dom Lucas 70' - Yafet Belima 72' - Orcelio 81' | Report |                  |

| Philippines    | 1–6    | Lào                                                                   |
| -------------- | ------ | --------------------------------------------------------------------- |
| - Tacardon 88' | Report | Inthapanya 18', 34' · Bounkong 47' · Monlangsy 56' · Nilan 75', 90+1' |

| Northern Mariana | 0–13   | Malaysia                                                                                                  |
| ---------------- | ------ | --- |
|                  | Report | - Izreen 6', 32', 54', 67' - Amirul 22' - Arif 36', 46' - Iqbal 41', 44', 56' - Alif 58', 61' - Najmi 89' |

| Đông Timor                                                                                             | 9–0    | Philippines |
| --- | ------ | ----------- |
| - Danilson 18', 28', 54' - João Pedro 38', 62' - Jelito 53' - Filomeno Junior 70' - Dom Lucas 73', 89' | Report |             |

| Malaysia | 1–0    | Đông Timor |
| -------- | ------ | ---------- |
| Arif 79' | Report |            |

| Lào                                                           | 5–0    | Northern Mariana |
| ------------------------------------------------------------- | ------ | ---------------- |
| Sengsavang 53', 56', 61' · Chaleunsouk 79' · Phoutthavong 81' | Report |                  |

| Philippines | 0–7    | Malaysia                                                                              |
| ----------- | ------ | ------------------------------------------------------------------------------------- |
|             | Report | - James 26' (l.n.) - Haiqal 32' - Iqbal 36' - Izreen 42' - Alif 67', 70' - Arifin 74' |

| Lào                   | 1–1    | Đông Timor       |
| --------------------- | ------ | ---------------- |
| - Salvador 20' (l.n.) | Report | - João Pedro 43' |

| Northern Mariana            | 2–9    | Philippines                                                                                |
| --------------------------- | ------ | ------------------------------------------------------------------------------------------ |
| - Fruit 45+1' - Tenorio 47' | Report | - Napolitano 8' - Tacardon 11', 67', 69' - Suba 18', 65', 73' - Ronquillo 41' - Borbon 77' |

| Malaysia    | 1–1    | Lào               |
| ----------- | ------ | ----------------- |
| Azahari 48' | Report | Chaleunsouk 45+1' |

### Group H
- All matches were held in Singapore.
- Times listed were UTC+8.

| VT | Đội               | ST | T | H | B | BT | BB | HS  | Đ | Giành quyền tham dự |
| -- | ----------------- | -- | - | - | - | -- | -- | --- | - | ------------------- |
| 1  | CHDCND Triều Tiên | 3  | 3 | 0 | 0 | 12 | 0  | +12 | 9 | Final tournament    |
| 2  | Thái Lan          | 3  | 2 | 0 | 1 | 6  | 2  | +4  | 6 | Final tournament    |
| 3  | Singapore (H)     | 3  | 1 | 0 | 2 | 3  | 9  | −6  | 3 |                     |
| 4  | Campuchia         | 3  | 0 | 0 | 3 | 1  | 11 | −10 | 0 |                     |

| CHDCND Triều Tiên                                                                           | 7–0    | Campuchia |
| ------------------------------------------------------------------------------------------- | ------ | --------- |
| Kung Jin-song 6', 53', 72' · Kwon Nam-hyok 29' · Kim Chung-jin 43', 60' · Kim Kyong-sok 50' | Report |           |

| Thái Lan                                   | 5–0    | Singapore |
| ------------------------------------------ | ------ | --------- |
| Korawich 18', 59', 73' · Jinnawat 28', 45' | Report |           |

| Campuchia | 0–1    | Thái Lan     |
| --------- | ------ | ------------ |
|           | Report | Korawich 13' |

| Singapore | 0–3    | CHDCND Triều Tiên                           |
| --------- | ------ | ------------------------------------------- |
|           | Report | Yun Min 15' · Kye Tam 71' · Ri Song-jin 90' |

| CHDCND Triều Tiên                | 2–0    | Thái Lan |
| -------------------------------- | ------ | -------- |
| Kye Tam 32' · Paek Kwang-min 62' | Report |          |

| Singapore                          | 3–1    | Campuchia    |
| ---------------------------------- | ------ | ------------ |
| Kweh 69' · Hamid 81' · Jeferee 88' | Report | Chanthea 48' |

### Group I
- All matches were held in Trung Quốc.
- Times listed were UTC+8.

| VT | Đội               | ST | T | H | B | BT | BB | HS  | Đ | Giành quyền tham dự |
| -- | ----------------- | -- | - | - | - | -- | -- | --- | - | ------------------- |
| 1  | Hàn Quốc          | 3  | 3 | 0 | 0 | 27 | 0  | +27 | 9 | Final tournament    |
| 2  | Trung Quốc (H)    | 3  | 2 | 0 | 1 | 11 | 4  | +7  | 6 |                     |
| 3  | Đài Bắc Trung Hoa | 3  | 1 | 0 | 2 | 2  | 8  | −6  | 3 |                     |
| 4  | Ma Cao            | 3  | 0 | 0 | 3 | 1  | 29 | −28 | 0 |                     |

| Trung Quốc    | 1–0    | Đài Bắc Trung Hoa |
| ------------- | ------ | ----------------- |
| Chen Rong 78' | Report |                   |

| Hàn Quốc | 17–0   | Ma Cao |
| --- | ------ | ------ |
| Park Jeong-in 7', 17', 24', 39', 52', 56' · Ko Jun-hee 10', 82' · Lee Dong-ryul 31', 58', 67' · Shin Sang-whi 36', 41', 70', 75' · Son Jae-hyeok 62' · Yu Je-ho 64' | Report |        |

| Ma Cao | 0–10   | Trung Quốc |
| ------ | ------ | --- |
|        | Report | Zhou Junchen 8', 32' · Zhu Chenjie 17' · Chen Quanjiang 20' · Chen Rong 35' · Wu Zewei 50', 73', 81' · Geng Taili 59' · Sun Qinhan 90+2' |

| Đài Bắc Trung Hoa | 0–6    | Hàn Quốc                                                                                     |
| ----------------- | ------ | -------------------------------------------------------------------------------------------- |
|                   | Report | Cheon Seong-hoon 19' · Kim Dong-bum 29', 90+2' · Yong Dong-hyun 37' · Park Chan-bin 63', 70' |

| Hàn Quốc                                                                     | 4–0    | Trung Quốc |
| ---------------------------------------------------------------------------- | ------ | ---------- |
| Lee Dong-ryul 9' · Yong Dong-hyun 15' · Kim Tae-hwan 51' · Shin Sang-whi 56' | Report |            |

| Đài Bắc Trung Hoa                    | 2–1    | Ma Cao             |
| ------------------------------------ | ------ | ------------------ |
| Chen Wei-tze 46' · Tsai Cheng-ju 75' | Report | Leung Chi Seng 82' |

### Group J
- All matches were held in Việt Nam.
- Times listed were UTC+7.

| VT | Đội          | ST | T | H | B | BT | BB | HS  | Đ | Giành quyền tham dự |
| -- | ------------ | -- | - | - | - | -- | -- | --- | - | ------------------- |
| 1  | Úc           | 3  | 3 | 0 | 0 | 18 | 1  | +17 | 9 | Final tournament    |
| 2  | Việt Nam (H) | 3  | 2 | 0 | 1 | 23 | 2  | +21 | 6 | Final tournament    |
| 3  | Myanmar      | 3  | 1 | 0 | 2 | 12 | 8  | +4  | 3 |                     |
| 4  | Guam         | 3  | 0 | 0 | 3 | 0  | 42 | −42 | 0 |                     |

| Úc | 14–0   | Guam |
| --- | ------ | ---- |
| - Naputi 5' (l.n.) - Akbari 15', 46' - Martis 39' - Muratovic 43', 53', 59' - Selden 45+1', 80' - Sweedan 65' (ph.đ.), 79', 90' - Visciglio 70' - Yates 77' | Report |      |

| Việt Nam                                                                   | 5–1    | Myanmar                |
| -------------------------------------------------------------------------- | ------ | ---------------------- |
| Trần Văn Đạt 25', 68', 76' · Nguyễn Khắc Khiêm 29' · Nguyễn Huỳnh Sang 33' | Report | Aung Chit Oo Ko Ko 30' |

| Myanmar            | 1–3    | Úc                                   |
| ------------------ | ------ | ------------------------------------ |
| Hein Htet Aung 25' | Report | Brook 2' · Moric 27' · Najjarine 37' |

| Guam | 0–18   | Việt Nam |
| ---- | ------ | --- |
|      | Report | Nguyễn Duy Khiêm 1', 78', 83' · Bùi Anh Đức 8', 30', 32', 38' · Mạch Ngọc Hà 11', 35', 49' · Nguyễn Khắc Khiêm 29' · Nguyễn Hữu Thắng 54' · Uông Ngọc Tiến 63' (ph.đ.) · Trần Văn Đạt 67' (ph.đ.), 80' · Nguyễn Trọng Long 70' · Vũ Đình Hai 81', 85' |

| Myanmar | 10–0   | Guam |
| --- | ------ | ---- |
| Htun Sai 10', 43', 68' · Kyaw Kyaw Htet 16', 33', 35', 73' · Bo Bo Aung 18' · Thet Paing Htoo 26' · Hein Htet Aung 90' | Report |      |

| Úc         | 1–0    | Việt Nam |
| ---------- | ------ | -------- |
| Memeti 30' | Report |          |

### Group K
- All matches were held in Mông Cổ.
- Times listed were UTC+9.

| VT | Đội         | ST | T | H | B | BT | BB | HS  | Đ | Giành quyền tham dự |
| -- | ----------- | -- | - | - | - | -- | -- | --- | - | ------------------- |
| 1  | Nhật Bản    | 2  | 2 | 0 | 0 | 24 | 0  | +24 | 6 | Final tournament    |
| 2  | Hồng Kông   | 2  | 1 | 0 | 1 | 5  | 9  | −4  | 3 |                     |
| 3  | Mông Cổ (H) | 2  | 0 | 0 | 2 | 2  | 22 | −20 | 0 |                     |
| 4  | Brunei      | 0  | 0 | 0 | 0 | 0  | 0  | 0   | 0 | Withdrew            |

| Mông Cổ | 0–17   | Nhật Bản |
| ------- | ------ | --- |
|         | Report | Seko 6' (ph.đ.) · Kubo 8', 24', 44', 45+1', 60' · Miyashiro 16', 34', 82' · Tanahashi 33' · Hirakawa 37', 72', 79' · Suzuki 42' · Nakamura 49', 56' · Sugawara 51' |

| Hồng Kông                                                                              | 5–2    | Mông Cổ                          |
| -------------------------------------------------------------------------------------- | ------ | -------------------------------- |
| Jonathan Cheung 4' (ph.đ.) · Whilborn 45+2' · Chan Ka Shing 63' · Ethan Yeung 76', 85' | Report | Bayarkhuu 68' · Erdenechimeg 89' |

| Nhật Bản                                                                                  | 7–0    | Hồng Kông |
| ----------------------------------------------------------------------------------------- | ------ | --------- |
| Nakamura 15' · Sugawara 34' · Tanahashi 71', 90+1' · Seko 75' · Yamada 79' · Hirakawa 84' | Report |           |

## Ranking of second-placed teams
The ranking among the runner-up team of all groups are determined as follows:
1. Greater number of points obtained in the group matches;
2. Greater goal difference resulting from the group matches;
3. Greater number of goals scored in group matches;
4. Greater number of wins in the group matches;
5. Fewer score calculated according to the number of yellow and red cards received in the group matches (1 point for a single yellow card, 3 points for a red card as a consequence of two yellow cards, 3 points for a direct red card, 4 points for a yellow card followed by a direct red card);
6. Drawing of lots.

In order to ensure equality when comparing the runner-up team of all groups, the results of the matches against the fourth-placed and fifth-placed teams in the groups having four or five teams are ignored due to Groups D, F and K having only three teams after one of the teams in the group withdrew.

| VT | Bg | Đội        | ST | T | H | B | BT | BB | HS | Đ | Giành quyền tham dự                                                      |
| -- | -- | ---------- | -- | - | - | - | -- | -- | -- | - | ------------------------------------------------------------------------ |
| 1  | J  | Việt Nam   | 2  | 1 | 0 | 1 | 5  | 2  | +3 | 3 | Final tournament                                                         |
| 2  | H  | Thái Lan   | 2  | 1 | 0 | 1 | 5  | 2  | +3 | 3 | Final tournament                                                         |
| 3  | E  | Ấn Độ      | 2  | 1 | 0 | 1 | 5  | 3  | +2 | 3 | Final tournament as hosts                                                |
| 4  | D  | UAE        | 2  | 1 | 0 | 1 | 8  | 7  | +1 | 3 | Final tournament                                                         |
| 5  | B  | Oman       | 2  | 1 | 0 | 1 | 2  | 2  | 0  | 3 | Final tournament                                                         |
| 6  | A  | Yemen      | 2  | 1 | 0 | 1 | 4  | 5  | −1 | 3 | Qualified in Final tournament for the suspension of Kuwait made by FIFA. |
| 7  | C  | Tajikistan | 2  | 1 | 0 | 1 | 2  | 3  | −1 | 3 |                                                                          |
| 8  | I  | Trung Quốc | 2  | 1 | 0 | 1 | 1  | 4  | −3 | 3 |                                                                          |
| 9  | K  | Hồng Kông  | 2  | 1 | 0 | 1 | 5  | 9  | −4 | 3 |                                                                          |
| 10 | F  | Syria      | 2  | 0 | 2 | 0 | 2  | 2  | 0  | 2 |                                                                          |
| 11 | G  | Lào        | 2  | 0 | 2 | 0 | 2  | 2  | 0  | 2 |                                                                          |

1. 1 2  Vietnam and Thailand are ranked by disciplinary points.
2. 1 2  Syria and Laos are ranked by disciplinary points.

## Qualified teams
The following 16 teams qualified for the final tournament.
| Team              | Qualified as                  | Qualified on              | Previous appearances in tournament2                                         |
| ----------------- | ----------------------------- | ------------------------- | --------------------------------------------------------------------------- |
| Ấn Độ             | Hosts and 3rd best runners-up | ngày 3 tháng 6 năm 2015   | 6 (1990, 1996, 2002, 2004, 2008, 2012)                                      |
| Uzbekistan        | Group A winners               | ngày 20 tháng 9 năm 2015  | 8 (1994, 1996, 2002, 2004, 2008, 2010, 2012, 2014)                          |
| Kyrgyzstan        | Group B winners               | ngày 27 tháng 10 năm 2015 | 0 (debut)                                                                   |
| Iraq              | Group C winners               | ngày 20 tháng 9 năm 2015  | 8 (1985, 1988, 1994, 1998, 2004, 2006, 2010, 2012)                          |
| Ả Rập Xê Út       | Group D winners               | ngày 20 tháng 9 năm 2015  | 9 (1985, 1986, 1988, 1992, 1994, 2006, 2008, 2012, 2014)                    |
| Iran              | Group E winners               | ngày 20 tháng 9 năm 2015  | 9 (1996, 1998, 2000, 2004, 2006, 2008, 2010, 2012, 2014)                    |
| Malaysia          | Group G winners               | ngày 20 tháng 9 năm 2015  | 3 (2004, 2008, 2014)                                                        |
| CHDCND Triều Tiên | Group H winners               | ngày 6 tháng 9 năm 2015   | 9 (1986, 1988, 1992, 1998, 2004, 2006, 2010, 2012, 2014)                    |
| Hàn Quốc          | Group I winners               | ngày 20 tháng 9 năm 2015  | 11 (1986, 1988, 1990, 1994, 1998, 2002, 2004, 2006, 2008, 2012, 2014)       |
| Úc                | Group J winners               | ngày 20 tháng 9 năm 2015  | 4 (2008, 2010, 2012, 2014)                                                  |
| Nhật Bản          | Group K winners               | ngày 20 tháng 9 năm 2015  | 12 (1988, 1994, 1996, 1998, 2000, 2002, 2004, 2006, 2008, 2010, 2012, 2014) |
| Việt Nam          | 1st best runners-up           | ngày 20 tháng 9 năm 2015  | 5 (2000, 2002, 2004, 2006, 2010)                                            |
| Thái Lan          | 2nd best runners-up           | ngày 20 tháng 9 năm 2015  | 9 (1985, 1988, 1992, 1996, 1998, 2000, 2004, 2012, 2014)                    |
| UAE               | 4th best runners-up           | ngày 20 tháng 9 năm 2015  | 6 (1990, 1992, 1994, 2002, 2008, 2010)                                      |
| Oman              | 5th best runners-up           | ngày 20 tháng 9 năm 2015  | 8 (1994, 1996, 1998, 2000, 2004, 2010, 2012, 2014)                          |
| Yemen             | 6th best runners-up           | ngày 28 tháng 5 năm 2016  | 4 (2002, 2006, 2008, 2012)                                                  |

2 Bold indicates champion for that year. Italic indicates host for that year.

## Goalscorers
6 goals
- Park Jung-in
- Rasul Yuldoshov

5 goals
- Alaa Adnan Jabbar
- Takefusa Kubo
- Izreen Izwandy
- Shin Sang-whi
- João Pedro
- Trần Văn Đạt

4 goals
- Suresh Singh Wangjam
- Rei Hirakawa
- Iqbal Hakem
- Alif Safwan
- Kyaw Kyaw Htet
- Fidel Tacardon
- Hamad Al-Abdan
- Lee Dong-ryul
- Korawich Tasa
- Danilson Araújo
- Majed Rashed
- Abubakir Muydinov
- Bùi Anh Đức

3 goals
- Mirza Muratovic
- Ahmed Sweedan
- Wu Zewei
- Mohammad Sharifi
- Taisei Miyashiro
- Keito Nakamura
- Akito Tanahashi
- Xayyaphon Sengsavang
- Arif Shaqirin
- Htun Sai
- Rejin Subba
- Kung Jin-song
- Mariano Suba
- Dom Lucas
- Abdunozir Abdurakhmonov
- Mạch Ngọc Hà
- Nguyễn Duy Khiêm

2 goals
- Rahmat Akbari
- Jaidon Selden
- Khaled Abdulrahim
- Chen Rong
- Zhou Junchen
- Ethan Yeung Yat Yung
- Aman Chetri
- Mohammad Reza Ghobeishavi
- Ayumu Seko
- Yukinari Sugawara
- Muhannad Abu Awad
- Emir Shigaibaev
- Boualapha Chaleunsouk
- Nilanh Inthapanya
- Nilan
- Hein Htet Aung
- Dinesh Hemjan
- Kim Chung-jin
- Kye Tam
- Mohammed Al-Khamisi
- Ahmed Eleyan
- Hisham Ali
- Naif Almas
- Kim Dong-bum
- Ko Jun-hee
- Park Chan-bin
- Yong Dong-hyun
- Ziyovuddin Fuzaylov
- Jinnawat Russamee
- Jelito
- Nguyễn Khắc Khiêm
- Vũ Đình Hai
- Waleed Aswad
- Murad Murshed
- Abdulmajeed Sabarah

1 goal
- Amir Ali
- Omid Haidar Saneh
- Lachlan Brook
- Antonis Martis
- Mersim Memeti
- Mark Moric
- Ramy Najjarine
- Andrew Visciglio
- Ryan Yates
- Sarwar Zaman Nipu
- Mohammad Shawon
- Sieng Chanthea
- Chen Quanjiang
- Geng Taili
- Sun Qinhan
- Zhu Chenjie
- Chen Wei-tze
- Tsai Cheng-ju
- Chan Ka Shing
- Jonathan Linux Cheung
- Erik Anders Whilborn
- Gaston D’Silva
- Amarjit Singh Kiyam
- Boris Singh Thangjam
- Komal Thatal
- Mohammad Reza Davari
- Mohammad Ghaderi
- Mohsen Godarzi
- Amir Khodamoradi
- Vahid Namdari
- Erfan Sadeghi
- Mohammad Sardari
- Muntadher Abdulsada
- Mohammed Ridha Jalil
- Ahmed Sartip Omar
- Saleh Mahdi Saleh
- Toichi Suzuki
- Hiroto Yamada
- Laith Hbowal
- Khaled Radi Kourdi
- Jasem Rashed
- Gulzhigit Alykulov
- Gulzhigit Boubaev
- Maksat Dzhakybaliev
- Timur Uulu Orzobek
- Bounphachan Bounkong
- Saya Monlangsy
- Thatthaya Phoutthavong
- Jawad Abdullah
- Mahmoud Kaawar
- Leung Chi Seng
- Aliff Haiqal
- Azrin Azahari
- Mohamad Najmi
- Nor Amirul
- Zainul Arifin
- Aung Chit Oo Ko Ko
- Bo Bo Aung
- Thet Paing Htoo
- Khosbayar Bayarkhuu
- Bat-Erdene Erdenechimeg
- Manish Bahadur Karki
- Prezen Tamang
- Kim Kyong-sok
- Kwon Nam-hyok
- Paek Kwang-min
- Ri Song-jin
- Yun Min
- Anthony Fruit
- Sunjoon Tenorio
- Mutassim Al-Bakri
- Mohammed Al-Qaidi
- Thamer Al-Zaabi
- Ahmed Aburdaha
- Jelani Borbon
- Kier Napolitano
- Kyle Ronquillo
- Ahmed Al-Ganehi
- Mohammad Bahramen
- Saleh Saeed
- Dhari Al-Anazi
- Ali Al-Shaikhi
- Mohammed Mansour Mali
- Abdulaziz Al-Dhuwayhi
- Firas Al-Buraikan
- Khairie Abdul Hamid
- Irfan Jeferee
- Glenn Kweh
- Cheon Seong-hoon
- Kim Tae-hwan
- Son Jae-hyeok
- Yu Je-ho
- Mohammad Fares Kanaan
- Mohammad Malta
- Vahdat Hanonov
- Mubindzhon Muminov
- Faridun Nematov
- Avaz Qamchinov
- Yafet Belima
- Filomeno Junior da Costa
- Armindo Vieira
- Orcelio
- Kerim Karabekov
- Abdulla Al-Naqbi
- Ali Saleh Amro
- Sultan Saeed
- Abdulkhay Ismoilov
- Islom Karimov
- Ikhtiyor Kholdorov
- Shukhrat Nematov
- Bakhromjon Soatov
- Oston Urunov
- Nguyễn Hữu Thắng
- Nguyễn Huỳnh Sang
- Nguyễn Trọng Long
- Uông Ngọc Tiến
- Mohammed Al-Hamdani
- Mukhtar Al-Khalil
- Ahmed Hamed Saeed

1 own goal
- Xavier Naputi (against Australia)
- Habib Antoine Baladi (against India)
- Mohamed Azhan Hamid (against Yemen)
- Prichi James (against Malaysia)
- Abdulaziz Al-Malki (against United Arab Emirates)
- Salvador Varela (against Laos)
- Agajan Jumayev (against Tajikistan)

Source: the-afc.com